# Nữ hoàng lớp học
Nữ hoàng lớp học (女王の教室 Joō no Kyōshitsu, The Queen's Classroom) là một bộ phim truyền hình Nhật Bản kể về Maya Akutsu (Yūki Amami) một giáo viên mới tại trường tiểu học Hanzaki, người quyết tâm trở thành cô giáo quỷ dữ để giáo dục và âm thầm bảo vệ học sinh của mình. Tập cuối của bộ phim đã ghi nhận chỉ số rating người xem cao nhất vùng Kantō là 25,3%. Vào ngày 17 và 18 tháng 3 năm 2006, hai tập tiền truyện đặc biệt đã được phát sóng và ghi nhận chỉ số rating cao nhất là 21,2%.
Bộ phim được Hàn Quốc làm lại vào năm 2013 với tên gọi tương tự, trong đó có sự tham gia của nữ diễn viên Go Hyun-jung trong vai cô giáo.

## Nhân vật

### Lớp 6-3
- Yūki Amami vai Maya Akutsu (Trong tập đặc biệt học của cô từng đổi thành "Tomitsuka Maya")

Nhân vật chính là một giáo viên lạnh lùng vừa mới chuyển đến và trở thành giáo viên chủ nhiệm lớp 6-3. Cô có thể làm mọi việc một cách hoàn hảo như: khiêu vũ, bơi lội, điều dưỡng, chiến đấu và hơn thế nữa. Cô  không bao giờ cười và luôn vô cảm như một chiếc mặt nạ Noh. Lần duy nhất cô cười là khi Kanda Kazumi nói Aloha với cô sau khi vào cấp hai. Trang phục của cô thường là quần áo cổ cao màu đen, tóc búi tròn (ở phần 2 của tập đặc biệt là tóc đuôi ngựa). Nếu làm đổ món cà ri phục vụ bữa trưa, học sinh sẽ không được ăn trưa, không được phép sử dụng nhà vệ sinh trong giờ học, ném bài kiểm tra của học sinh bị điểm kém, ép buộc những người bị điểm thấp nhất hoặc những người chống lại cô phải dọn dẹp vệ sinh, những học sinh điểm cao sẽ có đặc quyền, vẫn cho học sinh đến trường trong kỳ nghỉ hè..., giáo viên này có vẻ rất lạnh lùng và vô tâm, nhưng trên thực tế không phải như vậy...
Ngoài ra, cha của đồng nghiệp Shiori Tendo có thể là người duy nhất biết về quá khứ của cô.
- Mirai Shida vai Kazumi Kanda

Một cô gái bình thường đang học lớp 6 tiểu học và luôn mong muốn tạo nên những kỷ niệm đẹp. Dù thế nào đi nữa, cô cũng không thể hiểu được ý nghĩa đằng sau mọi việc mà giáo viên chủ nhiệm của cô làm, đồng thời cô tiếp tục bị phản bội bởi những người bạn cùng lớp mà cô luôn coi là đáng tin cậy. Tuy nhiên, cô vẫn luôn bảo vệ những “người bạn” đã phản bội mình và tin rằng điều kỳ diệu sẽ xảy ra trong lớp của mình. Và cô đã vô tình trưởng thành hơn  trong “cuộc chiến” với cô Maya, đồng thời dẫn dắt cả lớp vượt qua nhiều khó khăn khác nhau.
- Naruki Matsukawa vai Yūsuke Manabe

Sống với ông nội, người điều hành một cửa hàng bán đồ ăn nhanh. Một nhân vật cực kỳ vui vẻ hay pha trò nhưng lại có quá khứ bi thảm khi bị mẹ ruột bỏ rơi. Sau này, cậu quen với cuộc sống bình dị và buông thả... Dù có suy nghĩ như vậy nhưng sau này cậu lại trở thành người đầu tiên trong lớp hiểu được suy nghĩ của Kazumi và cậu dần trưởng thành vì điều này. Vào ngày lễ tốt nghiệp, cuối cùng cậu cũng đoàn tụ với mẹ mình, người đã xa cách 7 năm (Maya đã tìm kiếm mẹ cậu và thuyết phục bà đến dự lễ tốt nghiệp của con trai).
- Mayuko Fukuda vai Hikaru Shindō

Học sinh đầu tiên hoàn thành bài kiểm tra và đạt điểm tối đa. Cô ấy cũng có ý thức mạnh mẽ về công lý và là một cô gái thiên tài. Tuy nhiên, vì cha cô (người mà cô rất yêu quý) đã bỏ rơi cô vì "công việc" và cô mất đi người bạn thân nhất vì mẹ, Shindo trở nên ghét mẹ và khép mình trong thế giới nội tâm, cô lập bản thân với thế giới. Mặc dù cô vốn luôn hoài nghi nhưng đã lấy lại được nhiệt huyết ban đầu sau khi gặp Kazumi (một người bạn tốt thực sự) và cùng với Kazumi dẫn dắt các bạn trong lớp.
- Anzu Nagai vai Hisako Baba

Một học sinh gặp khó khăn cả trong học tập lẫn thể thao. Cô là người sống nội tâm và không có bạn tốt trong lớp. Cô rất thích vẽ tranh. Cô đã phản bội Kazumi, người từng trở thành bạn thân nhất của cô và trở thành "người giám sát" của lớp. Nhưng sau đó, dưới sự cảm thông sâu sắc của Kazumi, cô đã đưa ra tuyên bố sẽ luôn tiến bước cùng với Kazumi.
- Hikari Kajiwara vai Erika Sato

Cho đến lớp 5, cô là "bạn tốt" của Kazumi. Đôi khi cô ấy hành động ích kỷ, cướp ví của bạn cùng lớp nhưng lại đổ lỗi cho Kazumi. Tuy nhiên, sau khi mọi người biết ai là kẻ trộm thực sự cô trở nên bị bỏ rơi và nảy sinh ý định phóng hỏa lớp học của trường. May mắn thay, cô đã được Maya ngăn chặn kịp thời.

### Trường tiểu học Hanzaki
- Shigeru Izumiya vai hiệu trưởng.

## Lịch phát sóng
- Xếp hạng chương trình dành cho khu vực Kanto. Phụ đề là từ DVD, nhưng một số phụ đề không rõ ràng, chẳng hạn như sách hướng dẫn chính thức "The Book" có phụ đề khác nhau.

| Tập | Ngày phát sóng | Tiêu đề                                         | Đạo diễn         | Tỷ lệ |
| --- | -------------- | ----------------------------------------------- | ---------------- | ----- |
| Tập 1 | 02/07/2005     | Thách thức cô giáo quỷ dữ                       | Kyoji Otsuka     | 14.4% |
| Tập 2 | 09/07/2005     | Nước mắt của giáo viên quỷ dữ!                  | Hitoshi Iwamoto  | 16.6% |
| Tập 3 | 16/07/2005     | Những người bạn tốt nhất, sự phản bội, nước mắt | Hitoshi Iwamoto  | 17.0% |
| Tập 4 | 23/07/2005     | Mọi người đều gọi tôi là kẻ ngốc                | Kyoji Otsuka     | 14.1% |
| Tập 5 | 30/07/2005     | Bạn bè cũng đi rồi...                           | Tomoaki Watanabe | 13.8% |
| Tập 6 | 06/08/2005     | Không có kỳ nghỉ hè!                            | Hitoshi Iwamoto  | 16.9% |
| Tập 7 | 13/08/2005     | Đêm trường cháy                                 | Kyoji Otsuka     | 16.5% |
| Tập 8 | 20/08/2005     | Chúng tôi không có sự kiện tốt nghiệp.          | Kento Kiuchi     | 14.6% |
| Vào ngày 27 tháng 8 năm 2005, bộ phim bị đình chỉ do phát sóng "24 Hour TV 28".                          |                |                                                 |                  |       |
| Tập 9 | 03/09/2005     | Đánh bại cô giáo quỷ dữ                         | Hitoshi Iwamoto  | 17.4% |
| Tập 10                                                                                                   | 10/09/2005     | Bài học cuối cùng                               | Tomoaki Watanabe | 19.7% |
| Tập cuối                                                                                                 | 17/09/2005     | Lễ tốt nghiệp mà không có cô giáo               | Kyoji Otsuka     | 25.3% |
| Tỷ lệ người xem trung bình: 17,3% (tỷ lệ người xem dựa trên khảo sát của Video Research ở khu vực Kanto) |                |                                                 |                  |       |

Tập đặc biệt
| Ngày phát sóng    | Tiêu đề                  | Đạo diễn        | Tỷ lệ |
| ----------------- | ------------------------ | --------------- | ----- |
| 17 Tháng Ba, 2006 | Tập 1: Thiên thần sa ngã | Hitoshi Iwamoto | 18.7% |
| 18 Tháng Ba 2006  | Tập 2: Quỷ dữ trỗi dậy   | Kyoji Otsuka    | 21.2% |

## Giải thưởng
- Giải thưởng của Hiệp hội Phát thanh Truyền hình Thương mại Nhật Bản.
- Giải thưởng NAB 2006 (Xuất sắc).
- Giải thưởng Galaxy lần thứ 43 (Giải khuyến khích).
- Giải thưởng Xuất sắc của Quỹ Văn hóa Phát thanh Truyền hình lần thứ 32.
- Giải thưởng Kuniko Mukaida lần thứ 24 (Kazuhiko Yukawa).

## Bài hát chủ đề và nhạc phim
- EXILE "EXIT" (24 tháng 8 năm 2005, rhythm zone)
- Yorihiro Ike "The Queen's Classroom Original Soundtrack" (15 tháng 9 năm 2005)
- Yorihiro Ike "The Queen's Classroom Special Edition -The Best Selection of Hiroshi Ikese-" (5 tháng 4 năm 2006)

## Các sản phẩm liên quan

### Sách
- The Queen's Classroom - Japan TV (12 tháng 9 năm 2005)
- The Queen's Classroom: The Book Episodes 1 &; 2 - Japan TV (17 tháng 3 năm 2006)
- Kịch bản (Tập 1 và Tập cuối)

### DVD
- The Queen's Classroom vol.1 - 4 (21 tháng 12 năm 2005)
- The Queen's Classroom DVD-BOX (21 tháng 12 năm 2005)
- The Queen's Classroom Specials "Episode 1 - Fallen Angels" và "Episode 2 - The Devil's Advent" (21 tháng 6 năm 2006, )
- The Queen's Classroom Special DVD-BOX (21 tháng 6 năm 2006)